# Willisornis vidua
Willisornis vidua là một loài chim trong họ Thamnophilidae.